# Am Flöthen
Am Flöthen ist eine Ortslage im Norden der bergischen Großstadt Wuppertal.

## Lage und Beschreibung
Die Ortslage befindet sich im Süden des Wohnquartiers Uellendahl-Ost im Stadtbezirk Uellendahl-Katernberg auf einer Höhe von 205 m ü. NHN am Mirker Bach am Fuß des Stübchensberg an der heutigen Straße Am Wasserlauf.
Benachbarte Ortslagen, Hofschaften und Wohnplätze sind Uellendahl, Weinberg, Röttgen, Auf der Nüll, Carnap, Beesen, Am Cleefchen, Raukamp und Pannesbusch.

## Etymologie und Geschichte
Der Name Flöthen ist eine Form von Floss (=Fluss) und steht in Zusammenhang mit fließen oder Fleet. Er bezieht sich auf dem Mirker Bach.
Der Ort ist auf der Topographischen Aufnahme der Rheinlande von 1824 und auf der Preußischen Uraufnahme von 1843 unbeschriftet eingezeichnet, auf dem Wuppertaler Stadtplan von 1930 als Am Flöthen. In den Elberfelder Adressbüchern von 1850 und 1858 heißt der Ort auf'm Flöthen, 1864 und 1868/70 im Flöthen und ab 1875 Am Flöthen. Die Messtischblätter Barmen bezeichnen den Ort bis in die erste Hälfte des 20. Jahrhunderts als Flöthen.
Am Ort vorbei wurde 1825 die Chaussee von Elberfeld über Hatzfeld und Schmiedestraße nach Sprockhövel und Witten gebaut, die heutige Uellendahler Straße.